# هانس ویلباخر
هانس ویلباخر (انگلیسی: Hans Weilbächer؛ زادهٔ ۲۳ اکتبر ۱۹۳۳) بازیکن فوتبال اهل آلمان است.
از باشگاه‌هایی که در آن بازی کرده‌است می‌توان به باشگاه فوتبال آینتراخت فرانکفورت اشاره کرد.
وی همچنین در تیم ملی فوتبال آلمان بازی کرده‌است.